# Casa Museu Pascoli
A Casa Museu Pascoli é uma instituição cultural italiana localizada na cidade do Castelvecchio Pascoli. Desde 1895 foi a residencia de Giovanni Pascoli e de sua irmã Mariù, atè a morte dela, em 1953.
A casa pertencia à família Cardosi-Carrara e foi comprada em 15 de outubro de 1895 por Pascoli, que ali morava e trabalhava regularmente até sua morte, ocorrida em 1912.

## A Casa
Graças à sua irmã Mariù, a casa, construída em três andares, manteve a aparência e a estrutura que Pascoli desejava durante os anos em que morou lá. As peças sempre refletem os gostos, as amizades e o conhecimento do poeta. Mariù sempre foi ao lado de seu irmão e sempre o apoiou.
Na casa são famosos as três escrivaninhas onde Pascoli trabalhava em Latim, Grego e Italiano).

## A capela
Ao lado da casa é a capela na fachada da qual tem uma placa onde são escritos os versos do poema Il Sepolcro (O Sepulcro) são transcritos.
A capela é um lugar de meditação onde o poeta e sua irmã Mariù estão enterrados sob um arco de mármore feito por Leonardo Bistolfi; um díptico em latim composto por Pascoli diz: "Quae nihil nisi optasti pacem fruaris / una cum ritmo maesto candida fratre soror" (Você que não quer nada mas do que a paz, que você pode descansar com seu irmão triste, irmã sincera).
Os artefatos e afrescos são assinados por Adolfo Balduini, pintor baghigiano.

## Gallery

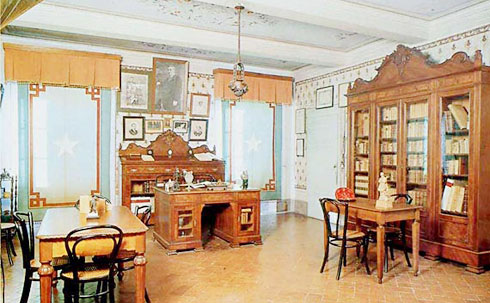
A escrivaninha de Giovanni Pascoli
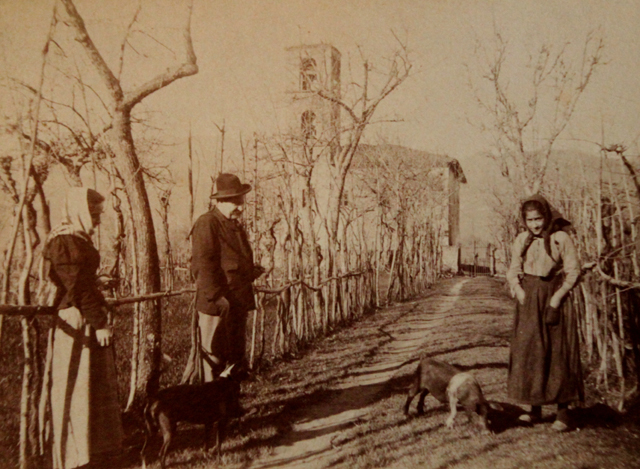
Giovanni Pascoli com duas camponesas
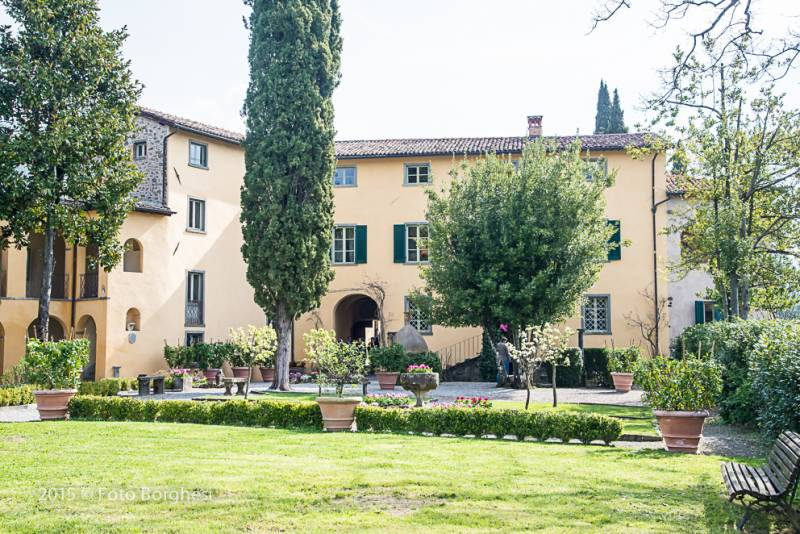
O jardim de casa Pascoli